# Костиљоле д'Асти
Костиљоле д'Асти (итал. Costigliole d'Asti) је насеље у Италији у округу Асти, региону Пијемонт.
Према процени из 2011. у насељу је живело 1771 становника. Насеље се налази на надморској висини од 238 м.

## Становништво
| 1936. | 1951. | 1961. | 1971. | 1981. | 1991. | 2001. | 2011. |
| ----- | ----- | ----- | ----- | ----- | ----- | ----- | ----- |
| 7.357 | 6.507 | 6.114 | 5.670 | 6.008 | 5.940 | 5.882 | 5.969 |